# Signy-Montlibert
Signy-Montlibert är en kommun i departementet Ardennes i regionen Grand Est (tidigare regionen Champagne-Ardenne) i nordöstra Frankrike. Kommunen ligger  i kantonen Carignan som ligger i arrondissementet Sedan. År 2022 hade Signy-Montlibert 93 invånare.

## Befolkningsutveckling
Antalet invånare i kommunen Signy-Montlibert
Referens: INSEE